# Francisco de Lima e Silva
Francisco de Lima e Silva, Barón de Barra Grande (Río de Janeiro, 5 de julio de 1785 – Río de Janeiro, 2 de diciembre de 1853) fue un militar, noble y político brasileño.

## Biografía
Hijo del mariscal de campo José Joaquim de Lima e Silva, comendador de la Orden de Avís, y de Joana Maria da Fonseca Costa. Se casó con Mariana Cândida de Oliveira Belo, en 1801, con quien tuvo tres hijos: Luís Alves de Lima e Silva, futuro duque de Caxias, José Joaquim de Lima e Silva Sobrinho, futuro conde de Tocantins, y Carlota Guilhermina de Lima e Silva.
En 1824, con el grado de brigadier del ejército Imperial, comandó una brigada para sofocar la Confederación del Ecuador. Fue Presidente de la Provincia de Pernambuco entre 1824 y 1825 y senador del Imperio del Brasil entre 1827 y 1853.
Se destacó como miembro de la Regencia Trina Provisoria en 1831 durante el periodo de regencia. Los demás miembros de esa regencia fueron el marqués de Caravelas y Nicolau Pereira de Campos Vergueiro.
El 17 de junio de 1831, fue elegido nuevamente como regente, esta vez para la Regencia Trina Permanente junto con João Bráulio Muniz y José da Costa Carvalho. Por haber ejercido esa función dos veces, recibió el apodo de Chico Regência.
El baronato le fue concedido por carta imperial del 18 de julio de 1841, el que fue rechazado por Francisco de Lima e Silva, aunque consta en el archivo del Cartório de Nobreza e Fidalguia. El título hace referencia a Barra Grande, en la frontera entre Alagoas y Pernambuco, donde se concentraron las tropas imperiales en la época de la Confederación del Ecuador. Recibió también la gran cruz de la Imperial Orden del Cruzeiro.